# Campionati mondiali juniores di sci alpino 1983
I Campionati mondiali juniores di sci alpino 1983, 2ª edizione della manifestazione organizzata dalla Federazione Internazionale Sci, si svolsero in Italia, a Sestriere, dal 3 al 5 febbraio; il programma incluse gare di discesa libera, slalom gigante, slalom speciale e combinata, sia maschili sia femminili.

## Risultati

### Uomini

#### Discesa libera
| Pos. | Atleta                  | Nazione        | Tempo   |
| ---- | ----------------------- | -------------- | ------- |
| 1    | Luc Alphand             | Francia        | 1:24,24 |
| 2    | Günther Schwaiger       | Austria        | 1:24,94 |
| 3    | Siegfried Stürzenbecher | Austria        | 1:25,16 |
| 4    | Jean-Luc Crétier        | Francia        | 1:25,33 |
| 5    | Rudolf Stocker          | Austria        | 1:25,96 |
| 6    | Konrad Walk             | Austria        | 1:26,05 |
| 7    | Hannes Zehentner        | Germania Ovest | 1:22,29 |
| 8    | Harald Krenn            | Austria        | 1:26,36 |
| 9    | Stefan Grunder          | Svizzera       | 1:26,47 |
| 10   | Jean-Claude Fournier    | Francia        | 1:26,48 |

Data: 3 febbraio

#### Slalom gigante
| Pos. | Atleta             | Nazione          | Tempo   |
| ---- | ------------------ | ---------------- | ------- |
| 1    | Johan Wallner      | Svezia           | 2:15,25 |
| 2    | Magnus Berg        | Svezia           | 2:15,98 |
| 3    | Rok Petrovič       | Jugoslavia       | 2:16,12 |
| 4    | Aleksandr Kostroma | Unione Sovietica | 2:17,32 |
| 5    | Tomaž Čižman       | Jugoslavia       | 2:17,46 |
| 6    | Luka Knifič        | Jugoslavia       | 2:17,98 |
| 7    | Henrik Smith-Meyer | Norvegia         | 2:18,37 |
| 8    | Konrad Walk        | Austria          | 2:18,50 |
| 9    | Leonid Mel'nikov   | Unione Sovietica | 2:18,74 |
| 10   | Jure Jakopin       | Jugoslavia       | 2:19,12 |

Data: 5 febbraio

#### Slalom speciale
| Pos. | Atleta               | Nazione          | Tempo   |
| ---- | -------------------- | ---------------- | ------- |
| 1    | Rok Petrovič         | Jugoslavia       | 1:36,81 |
| 2    | Magnus Berg          | Svezia           | 1:37,26 |
| 3    | Leonid Mel'nikov     | Unione Sovietica | 1:37,54 |
| 4    | Thomas Stangassinger | Austria          | 1:38,06 |
| 5    | Henrik Smith-Meyer   | Norvegia         | 1:38,34 |
| 6    | Tetsuya Okabe        | Giappone         | 1:38,59 |
| 7    | Matej Oblak          | Jugoslavia       | 1:39,29 |
| 8    | Giuseppe Pozzoni     | Italia           | 1:39,72 |
| 9    | Luka Knifič          | Jugoslavia       | 1:40,32 |
| 10   | Fredrik Zimmer       | Norvegia         | 1:40,35 |

Data: 4 febbraio

#### Combinata
| Pos. | Atleta              | Nazione          |
| ---- | ------------------- | ---------------- |
| 1    | Leonid Mel'nikov    | Unione Sovietica |
| 2    | Luc Alphand         | Francia          |
| 3    | Tomaž Čižman        | Jugoslavia       |
| 4    | Jean-Luc Crétier    | Francia          |
| 5    | Didier Allamand     | Francia          |
| 6    | Hølje Tefre         | Norvegia         |
| 7    | Fredrik Zimmer      | Norvegia         |
| 8    | Jesse Hunt          | Stati Uniti      |
| 9    | Herbert Ringsgwandl | Germania Ovest   |
| 10   | Jack Miller         | Stati Uniti      |

Data: 3-5 febbraio

Classifica stilata attraverso i piazzamenti ottenuti
in discesa libera, slalom gigante e slalom speciale

### Donne

#### Discesa libera
| Pos. | Atleta             | Nazione          | Tempo   |
| ---- | ------------------ | ---------------- | ------- |
| 1    | Marina Kiehl       | Germania Ovest   | 1:32,49 |
| 2    | Michaela Gerg      | Germania Ovest   | 1:32,65 |
| 3    | Katrin Gutensohn   | Austria          | 1:32,87 |
| 4    | Michela Figini     | Svizzera         | 1:32,92 |
| 5    | Hélène Barbier     | Francia          | 1:33,81 |
| 6    | Miriam Difant      | Francia          | 1:33,85 |
| 7    | Nathalie Cruce     | Francia          | 1:34,49 |
| 8    | Rosmarie Dreier    | Austria          | 1:34,55 |
| 9    | Veronika Wallinger | Austria          | 1:34,92 |
| 10   | Inga Mjakinina     | Unione Sovietica | 1:35,49 |

Data: 3 febbraio

#### Slalom gigante
| Pos. | Atleta             | Nazione        | Tempo   |
| ---- | ------------------ | -------------- | ------- |
| 1    | Michaela Gerg      | Germania Ovest | 2:16,79 |
| 2    | Hélène Barbier     | Francia        | 2:18,07 |
| 3    | Michela Figini     | Svizzera       | 2:18,68 |
| 4    | Marina Kiehl       | Germania Ovest | 2:18,91 |
| 5    | Alexandra Mařasová | Cecoslovacchia | 2:19,04 |
| 6    | Fulvia Stevenin    | Italia         | 2:19,07 |
| 7    | Claudia Riedl      | Austria        | 2:19,78 |
| 8    | Manuela Rüf        | Austria        | 2:19,94 |
| 9    | Camilla Nilsson    | Svezia         | 2:20,78 |
| 10   | Valérie Sauvan     | Francia        | 2:21,02 |

Data: 4 febbraio

#### Slalom speciale
| Pos. | Atleta               | Nazione        | Tempo   |
| ---- | -------------------- | -------------- | ------- |
| 1    | Fulvia Stevenin      | Italia         | 1:38,46 |
| 2    | Alexandra Mařasová   | Cecoslovacchia | 1:38,66 |
| 3    | Ida Ladstätter       | Austria        | 1:39,11 |
| 4    | Alenka Mavec         | Jugoslavia     | 1:39,88 |
| 5    | Nadia Bonfini        | Italia         | 1:40,62 |
| 6    | Nicoletta Merighetti | Italia         | 1:40,68 |
| 7    | Claudia Riedl        | Austria        | 1:40,72 |
| 8    | Manuela Rüf          | Austria        | 1:40,74 |
| 9    | Eva Twardokens       | Stati Uniti    | 1:41,16 |
| 10   | Michaela Gerg        | Germania Ovest | 1:41,21 |

Data: 5 febbraio

#### Combinata
| Pos. | Atleta           | Nazione        |
| ---- | ---------------- | -------------- |
| 1    | Michaela Gerg    | Germania Ovest |
| 2    | Katrin Gutensohn | Austria        |
| 3    | Michela Figini   | Svizzera       |

Data: 3-5 febbraio

Classifica stilata attraverso i piazzamenti ottenuti
in discesa libera, slalom gigante e slalom speciale

## Medagliere per nazioni
| Pos. | Nazione          | Oro | Argento | Bronzo | Totale |
| ---- | ---------------- | --- | ------- | ------ | ------ |
| 1    | Germania Ovest   | 3   | 1       | 0      | 4      |
| 2    | Francia          | 1   | 2       | 0      | 3      |
| 2    | Svezia           | 1   | 2       | 0      | 3      |
| 4    | Jugoslavia       | 1   | 0       | 2      | 3      |
| 5    | Unione Sovietica | 1   | 0       | 1      | 2      |
| 6    | Italia           | 1   | 0       | 0      | 1      |
| 7    | Austria          | 0   | 2       | 3      | 5      |
| 8    | Cecoslovacchia   | 0   | 1       | 0      | 1      |
| 9    | Svizzera         | 0   | 0       | 2      | 2      |